# Asparagus densiflorus
Espèce
Classification APG III (2009)
L'Asperge à fleurs denses (Asparagus densiflorus), est une plante vivace à feuillage persistant de la famille des Asparagaceae. Elle est originaire du sud de l'Afrique (du Mozambique jusqu'à l'Afrique du Sud). Dans les pays à climat tempéré Asparagus densiflora est cultivée comme plante d'intérieur, car elle supporte mal le gel. En été, apparaissent des petites fleurs blanches puis des fruits rouges. Asparagus densiflorus est cultivé depuis les années 1890 et il en existe de nombreux cultivars.

## Cultivars

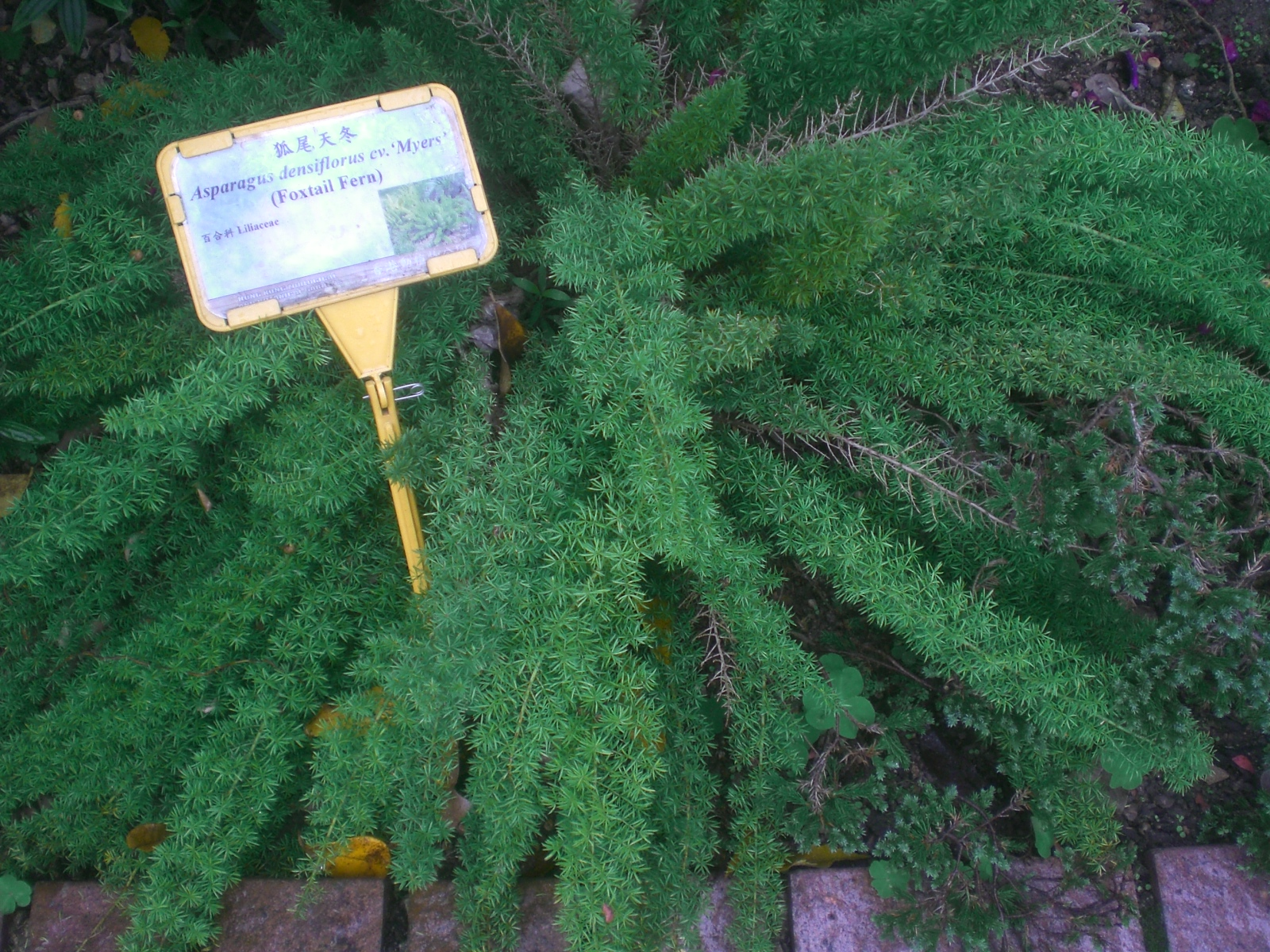
Asperge queue-de-renard (Asparagus densiflorus 'Myersii')

L'Asperge queue-de-renard, parfois appelée en français queue de rat[réf. souhaitée], désigne le cultivar Asparagus densiflorus 'Myers'.
Des auteurs considèrent Asparagus densiflorus 'Sprengeri', une plante connue et appelée aussi en français Asperge de Sprenger, ou sprengeri tout court, comme étant une espèce distincte : Asparagus aethiopicus .